# Mélanie Blokesch
Mélanie Blokesch (née en 1976) est une microbiologiste allemande. Ses recherches portent sur Vibrio cholerae, la bactérie responsable du choléra. Elle est professeure de sciences de la vie à l'École Polytechnique Fédérale de Lausanne, où elle dirige le Laboratoire de Microbiologie Moléculaire.

## Carrière
Mélanie Blokesch étudie la biologie et la microbiologie à l'université Ludwig-Maximilian de Munich, où elle obtient son diplôme en 2000. Elle rejoint ensuite le laboratoire d'August Böck en tant que doctorante et, en 2004, elle obtient son doctorat avec la mention summa cum laude sur sa thèse intitulée Hydrogénases d'Escherichia coli : Fonctions des protéines impliquées dans l'assemblage des centres métalliques. En 2005, elle travaille comme chercheur postdoctoral avec Gary K. Schoolnik dans la division des maladies infectieuses et de la médecine géographique de l'université de Stanford. En 2009, elle est devenue professeure assistant au Global Health Institute de l'École polytechnique fédérale de Lausanne, où elle est promue professeure associée en 2016. Depuis 2009, elle est directrice du laboratoire de microbiologie moléculaire,. Mélanie Blokesch est élue membre de l'Organisation européenne de biologie moléculaire (EMBO) en 2019 et de l'Académie européenne de microbiologie en 2018. En 2017, elle est sélectionnée, parmi 25 femmes ayant changé leur vie, par quatre organes de presse allemands (Edition F, ZEIT online, Handelsblatt et Gründerszene). Elle est rédactrice en chef de diverses revues scientifiques telles que eLife, PLoS Genetics, Molecular Microbiology et PLoS Biology. Depuis 2019, elle est membre du Conseil national suisse de la recherche, du Comité spécialisé Interdisciplinarité et du Comité d'évaluation Sinergia du Fonds national suisse de la recherche scientifique.

## Recherche
Le groupe de recherche de Mélanie Blokesch étudie la bactérie pathogène Vibrio cholerae qui affecte les humains et est responsable de grandes pandémies au cours de l'histoire. Elle s'intéresse à la façon dont l'environnement naturel de la bactérie est lié à son potentiel d'évolution vers un pathogène humain.
Son groupe étudie comment Vibrio cholerae acquiert de nouvelles capacités par transfert horizontal de gènes (THG). Son équipe scientifique découvre que la fraction pilaire de la machinerie d'absorption de l'ADN permet également l'adhésion à des surfaces chitineuses, comme l'exosquelette des arthropodes, même dans des conditions de courants d'eau,. En outre, son équipe découvre que Vibrio cholerae recherche activement de l'ADN en tuant les cellules voisines via le système de sécrétion de type VI (T6SS) tout en étant capable d'épargner les cellules kin,,. Ainsi, des morceaux d'ADN dépassant même la longueur de 150 kb sont absorbés et échangés contre des régions du génome de la bactérie. Son groupe de chercheurs commencent également à travailler sur les capacités HGT d'Acinetobacter baumannii, un autre pathogène humain, connu pour être fréquemment résistant à une variété d'antibiotiques, et principalement associé à des taux d'infection élevés en milieu hospitalier,.
Afin de mieux comprendre l'interaction entre l'hôte et l'agent pathogène, l'équipe de Mélanie Blokesch étudie également les voies de transmission dans les points chauds endémiques du choléra. Elle découvre plusieurs facteurs de virulence qui pourraient être utilisés par le Vibrio cholerae à la manière d'un cheval de Troie pour se répliquer dans les amibes aquatiques, ce qui pourrait faciliter la transmission,.
Les recherches de Mélanie Blokesch et de son groupe sont présentées dans des médias internationaux tels que La Razón, la Radio Télévision Suisse, le Times of India, le National Geographic Magazine et Deutschlandfunk,,,.

## Distinctions
Mélanie Blokesch est élue membre de l'Organisation européenne de biologie moléculaire (EMBO) en 2019 et de l'Académie européenne de microbiologie en 2018,. En 2017, elle est sélectionnée parmi 25 femmes ayant changé leur vie ("25 Frauen, deren Erfindungen unser Leben verändern") par quatre organes de presse allemands (Edition F, ZEIT online, Handelsblatt et Gründerszene). Elle est rédactrice en chef de diverses revues scientifiques telles que eLife, PLoS Genetics, Molecular Microbiology et PLoS Biology,,,. Depuis 2019, elle est membre du Conseil national suisse de la recherche, du Comité spécialisé Interdisciplinarité et du Comité d'évaluation Sinergia du Fonds national suisse de la recherche scientifique,.

## Sélection de travaux
- R. Gary Sawers, Melanie Blokesch et August Böck, « Anaerobic Formate and Hydrogen Metabolism », Ecosal Plus, vol. 1, no 1,‎ 2004 (PMID 26443350, DOI 10.1128/ecosalplus.3.5.4)
- K. L. Meibom, M. Blokesch, N. A. Dolganov, C. Y. Wu et G. K. Schoolnik, « Chitin Induces Natural Competence in Vibrio cholerae », Science, vol. 310, no 5755,‎ 2005, p. 1824–1827 (PMID 16357262, DOI 10.1126/science.1120096, Bibcode 2005Sci...310.1824M, S2CID 31153549)
- August Böck, Paul W. King, Melanie Blokesch et Matthew C. Posewitz, Advances in Microbial Physiology Volume 51, vol. 51, coll. « Advances in Microbial Physiology », 2006, 1–225 p. (ISBN 9780120277513, PMID 17091562, DOI 10.1016/S0065-2911(06)51001-X), « Maturation of Hydrogenases »
- Sandrine Borgeaud, Lisa C. Metzger, Tiziana Scrignari et Melanie Blokesch, « The type VI secretion system of Vibrio choleraefosters horizontal gene transfer », Science, vol. 347, no 6217,‎ 2015, p. 63–67 (PMID 25554784, DOI 10.1126/science.1260064, Bibcode 2015Sci...347...63B, S2CID 20297980)
- Melanie Blokesch et Gary K. Schoolnik, « Serogroup Conversion of Vibrio cholerae in Aquatic Reservoirs », PLOS Pathogens, vol. 3, no 6,‎ 2007, e81 (PMID 17559304, PMCID 1891326, DOI 10.1371/journal.ppat.0030081)
- Patrick Seitz et Melanie Blokesch, « Cues and regulatory pathways involved in natural competence and transformation in pathogenic and environmental Gram-negative bacteria », FEMS Microbiology Reviews, vol. 37, no 3,‎ 2013, p. 336–363 (PMID 22928673, DOI 10.1111/j.1574-6976.2012.00353.x)
- A. Rinaldo, E. Bertuzzo, L. Mari, L. Righetto, M. Blokesch, M. Gatto, R. Casagrandi, M. Murray, S. M. Vesenbeckh et I. Rodriguez-Iturbe, « Reassessment of the 2010-2011 Haiti cholera outbreak and rainfall-driven multiseason projections », Proceedings of the National Academy of Sciences, vol. 109, no 17,‎ 2012, p. 6602–6607 (PMID 22505737, PMCID 3340092, DOI 10.1073/pnas.1203333109, Bibcode 2012PNAS..109.6602R)